# Handbal op de Olympische Zomerspelen 1936
Handbal is een van de sporten die beoefend werden tijdens de Olympische Zomerspelen 1936 in Berlijn.

## Heren

### Voorronde

#### Groep A
| 6 augustus | 17:15 | Duitsland | 22 | - | 0 | Hongarije        |
| 7 augustus | 17:20 | Hongarije | 7  | - | 2 | Verenigde Staten |
| 8 augustus | 17:15 | Duitsland | 29 | - | 1 | Verenigde Staten |

| Rang | Land             | Wed | W | G | V | DV | DT |     | Ptn |
| ---- | ---------------- | --- | - | - | - | -- | -- | --- | --- |
| 1    | Duitsland        | 2   | 2 | 0 | 0 | 51 | 1  | 50  | 4   |
| 2    | Hongarije        | 2   | 1 | 0 | 1 | 7  | 24 | -17 | 2   |
| 3    | Verenigde Staten | 2   | 0 | 0 | 2 | 3  | 36 | -33 | 0   |

#### Groep B
| 6 augustus | 17:15 | Oostenrijk  | 18 | - | 3 | Roemenië    |
| 7 augustus | 17:15 | Zwitserland | 8  | - | 6 | Roemenië    |
| 8 augustus | 17:15 | Oostenrijk  | 14 | - | 3 | Zwitserland |

| Rang | Land        | Wed | W | G | V | DV | DT |     | Ptn |
| ---- | ----------- | --- | - | - | - | -- | -- | --- | --- |
| 1    | Oostenrijk  | 2   | 2 | 0 | 0 | 32 | 6  | 26  | 4   |
| 2    | Zwitserland | 2   | 1 | 0 | 1 | 11 | 20 | -9  | 2   |
| 3    | Roemenië    | 2   | 0 | 0 | 2 | 9  | 26 | -17 | 0   |

### 5e en 6e plaats
| 10 augustus | 11:00 | Roemenië | 10 | - | 3 | Verenigde Staten |

### Finaleronde
| 10 augustus | 16:00 | Duitsland   | 19 | - | 6 | Hongarije   |
| 10 augustus | 17:50 | Oostenrijk  | 11 | - | 6 | Zwitserland |
| 12 augustus | 15:00 | Oostenrijk  | 11 | - | 7 | Hongarije   |
| 12 augustus | 16:50 | Duitsland   | 16 | - | 6 | Zwitserland |
| 14 augustus | 15:00 | Zwitserland | 10 | - | 5 | Hongarije   |
| 14 augustus | 16:50 | Duitsland   | 10 | - | 6 | Oostenrijk  |

| Rang   | Land        | Wed | W | G | V | DV | DT |     | Ptn |
| ------ | ----------- | --- | - | - | - | -- | -- | --- | --- |
| Goud   | Duitsland   | 3   | 3 | 0 | 0 | 45 | 18 | 27  | 6   |
| Zilver | Oostenrijk  | 3   | 2 | 0 | 1 | 28 | 23 | 5   | 4   |
| Brons  | Zwitserland | 3   | 1 | 0 | 2 | 22 | 32 | -10 | 2   |
| 4      | Hongarije   | 3   | 0 | 0 | 3 | 18 | 40 | -22 | 0   |

### Eindrangschikking
| rang   | land             |
| ------ | ---------------- |
| Goud   | Duitsland        |
| Zilver | Oostenrijk       |
| Brons  | Zwitserland      |
| 4      | Hongarije        |
| 5      | Roemenië         |
| 6      | Verenigde Staten |

Atletiek · Basketbal · Boksen · Gewichtheffen · Handbal · Hockey · Honkbal (demonstratie) · Kanovaren · Kunstwedstrijden · Moderne vijfkamp · Paardensport · Polo · Roeien · Schermen · Schietsport · Schoonspringen · Turnen · Voetbal · Waterpolo · Wielersport · Worstelen · Zeilen · Zweefvliegen (demonstratie) · Zwemmen